# ТЕС Тор-ді-Валле
ТЕС Тор-ді-Валле — теплова електростанція на південно-західній околиці Риму.
У 1982 році компанія Acea ввела в експлуатацію теплоелектроцентраль Тор-ді-Валле, майданчик якої знаходиться на лівому березі Тибру поряд із римським районом Торріно. Вона мала встановлену на роботу у відкритому циклі газову турбіну General Electric Frame 5 потужністю 24,5 МВт та три додаткові водогрійні котли, що дозволяло видавати пікову теплову потужність у 44 МВт.
В 1997-му її замінили на більш ефективний парогазовий блок комбінованого циклу потужністю 125 МВт, в якому встановили дві газові турбіни General Electric MS6001B по 40 МВт кожна, котрі через котли-утилізатори живили одну парову турбіну виробництва компанії Ansaldo. Теплова потужність цього об'єкту, котра могла видаватись до системи центрального опалення, становила 70 МВт.
Нарешті, у 2017-му на заміну попередньому блоку на майданчику змонтували два двигуни внутрішнього згоряння Jenbacher J920 FleXtra (все тієї ж компанії General Electric), кожен з яких має електричну потужність у 9,5 МВт. Крім того, сукупна теплова потужність цих установок дорівнює 15 МВт, а їх використання в режимі ТЕЦ доводить паливну ефективність до 80 %. Також для покриття пікових навантажень під час опалювального періоду змонтували три водогрійні котли, котрі дозволяють майданчику видавати до опалювальної системи 70 МВт теплової енергії.
Як паливо станція використовує природний газ.